# Peter Adkison
Peter Adkison (...) è un autore di giochi statunitense, fondatore della Wizards of the Coast. È l'attuale proprietario della Gen Con.
Dal 1993 al 2001 è stato amministratore delegato della Wizards of the Coast, dove è stato protagonista del lancio di Magic: l'Adunanza, dell'acquisizione della TSR e del varo della 3ª edizione del gioco di ruolo fantasy Dungeons & Dragons.
Nel 1999 ha venduto la Wizards of the Coast alla Hasbro. Dal 2005 è amministratore delegato della Hidden City Games e lavora alla promozione del loro nuovo gioco Clout Fantasy.
Ha scritto The Primal Order, un manuale sull'uso degli dei e delle religioni nei giochi di ruolo che è stato pubblicato dalla Wizard of the Coast nel 1992.